# طوبولوجيا خطية
في علم الجبر، تكون الطوبولوجيا الخطية الموجودة على الوحدة النمطية A اليسرى التي يتم الترميز لها بـ M عبارة عن طوبولوجيا على M، وهي ثابتة بموجب الترجمات وتقر بنظام أساسي بالقرب من 0، والذي يتألف من وحدات نمطية فرعية من M. وإذا كان هناك مثل تلك الطوبولوجيا، فإنه يتم وصف M بأنها خطية طوبولوجيًا. إذا أعطيت A طوبولوجيا غير مترابطة، فعندها تصبح M وحدة A طوبولوجية، وذلك فيما يتعلق بالطوبولوجيا الخطية.